# Estación de Affoltern am Albis
La estación de Affoltern am Albis es una estación ferroviaria de la comuna suiza de Affoltern am Albis, en el Cantón de Zúrich.

## Historia y Situación
La estación se encuentra ubicada en la zona sur del núcleo urbano de Affoltern am Albis. Fue inaugurada en 1864 con la apertura de la línea férrea Zúrich - Zug por parte del  Zürich-Zug-Luzern-Bahn. Cuenta con un total de dos andenes, un andén central y otro lateral, por los que pasan tres vías, a las que hay que sumar la existencia de varias vías toperas para el apartado y estacionamiento de material, y una derivación en el sur de la estación para acceder a una fábrica. El edificio actual de la estación fue construido en 2001 para adaptarse mejor a la demanda existente, y reemplazó al edificio original de la estación que databa de 1864.
En términos ferroviarios, la estación se sitúa en la línea Zúrich - Zug. Sus dependencias ferroviarias colaterales son la estación de Hedingen hacia Zúrich y la estación de Mettmenstetten en dirección Zug.

## Servicios ferroviarios
Los servicios ferroviarios de esta estación están prestados por SBB-CFF-FFS:

### S-Bahn Zúrich
La estación está integrada dentro de la red de trenes de cercanías S-Bahn Zúrich, y en la que efectúan parada los trenes de varias líneas pertenecientes a S-Bahn Zúrich:
- S 5 Zug – Affoltern am Albis – Zúrich HB – Uster – Pfäffikon SZ
- S 14 Affoltern am Albis – Altstetten – Zúrich HB – Oerlikon – Wallisellen – Hinwil
- S N9 Zúrich HB – Affoltern am Albis (– Zug)